# Manaksita
La manaksita és un mineral de la classe dels silicats, que pertany al grup de la litidionita. Rep el nom per la seva composició (Mn, Na, K, Si).

## Característiques
La manaksita és un silicat de fórmula química KNaMnSi₄O₁₀. Cristal·litza en el sistema triclínic. La seva duresa a l'escala de Mohs és 5. És l'anàleg de manganès de la fenaksita.
Segons la classificació de Nickel-Strunz, la manaksita pertany a «09.DG - Inosilicats amb 3 cadenes senzilles i múltiples periòdiques» juntament amb els següents minerals: bustamita, ferrobustamita, pectolita, serandita, wol·lastonita, wol·lastonita-1A, cascandita, plombierita, clinotobermorita, riversideïta, tobermorita, foshagita, jennita, paraumbita, umbita, sørensenita, xonotlita, hil·lebrandita, zorita, chivruaïta, haineaultita, epididimita, eudidimita, elpidita, fenaksita, litidionita, tinaksita, tokkoïta, senkevichita, canasita, fluorcanasita, miserita, frankamenita, charoïta, yuksporita i eveslogita.

## Formació i jaciments
Va ser descoberta al mont Al·luaiv, dins el districte de Lovozero (óblast de Múrmansk, Rússia). Es tracta de l'únic indret de tot el planeta on ha estat descrita aquesta espècie mineral.